# Veigar Páll Gunnarsson
Veigar Páll Gunnarsson (* 21. März 1980 in Reykjavík) ist ein isländischer Fußballspieler. Der Stürmer, der 2001 in der isländischen Nationalmannschaft debütierte, wurde zweimal isländischer und einmal norwegischer Landesmeister.

## Werdegang

### Karrierestart in Island und Pech in Norwegen
Veigar Páll Gunnarsson debütierte 1996 für UMF Stjarnan, als er als Einwechselspieler in der Úrvalsdeild zum Einsatz kam. Trotz des Abstiegs im folgenden Jahr blieb er dem Klub in der Zweitklassigkeit treu und etablierte sich als Stammkraft der Mannschaft. Nach zwei Spielzeiten im Unterhaus gelang 1999 der Wiederaufstieg. Nach einer Spielzeit in der Erstklassigkeit, die der Verein erneut auf einem Abstiegsplatz beendete, verließ er sowohl Klub als auch das Land.
Neuer Arbeitgeber Veigars wurde der einmalige norwegische Meister Strømsgodset IF. Auch hier blieb das Glück aus und erneut wurde nur ein Abstiegsplatz belegt. Daraufhin kehrte er nach einer Saison nach Island zurück und unterschrieb einen Vertrag bei KR Reykjavík. Mit sieben Saisontoren trug er zum Gewinn des Meistertitels bei. Auch im Folgejahr führte er mit sieben Toren in 13 Spielen zur erfolgreichen Titelverteidigung bei.

### Durchbruch im Ausland

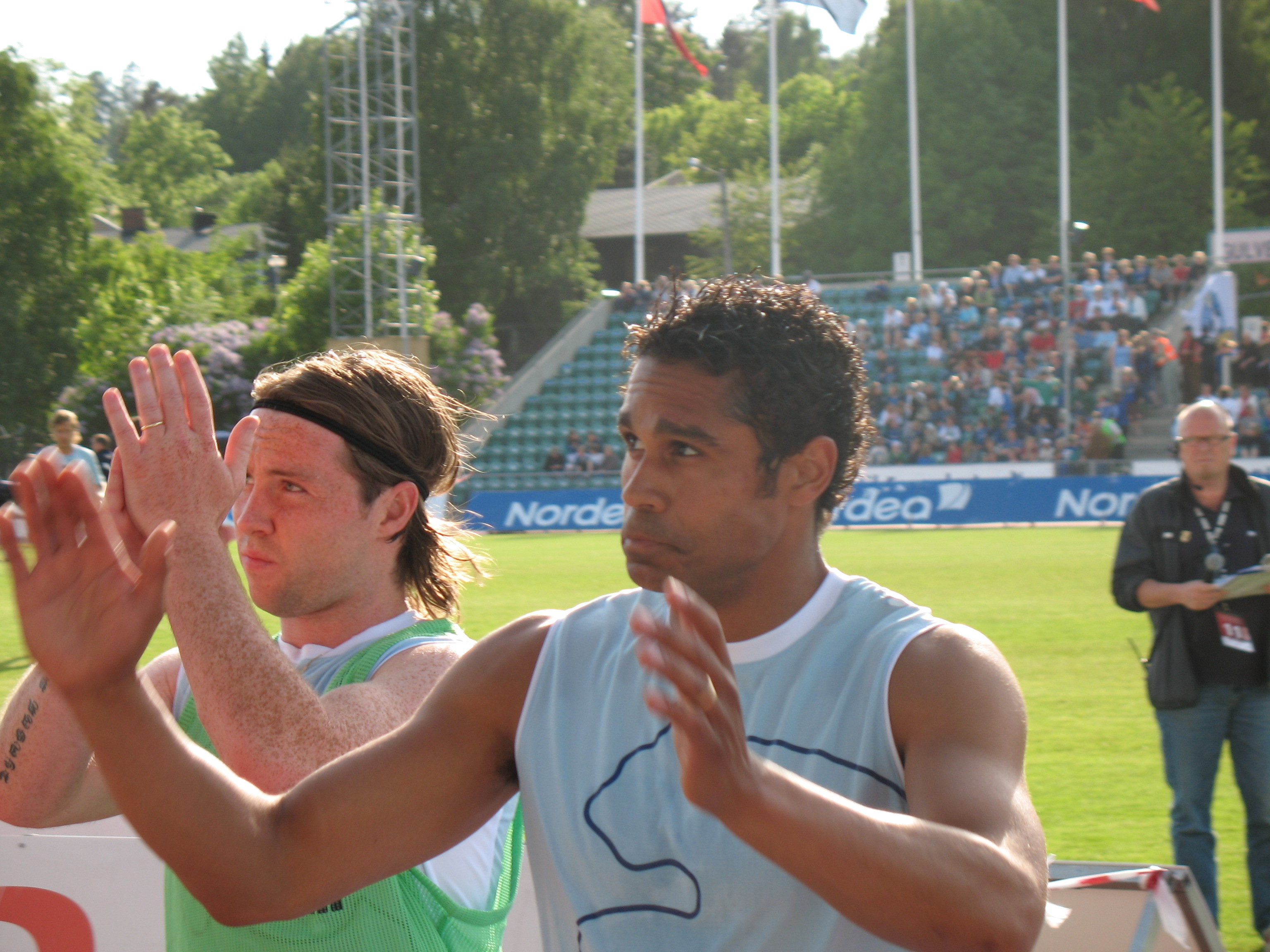
Veigar Páll Gunnarsson (l.) 2006 mit Daniel Nannskog

2004 wechselte Veigar Páll Gunnarsson erneut nach Norwegen, neuer Verein wurde Stabæk Fotball. Wie bei seinem ersten Auslandsaufenthalt musste er in seiner ersten Spielzeit den Abstieg aus der Tippeligaen hinnehmen. Dieses Mal blieb er dem Klub treu und an der Seite von Daniel Nannskog bildete er den durchschlagskräftigen Sturm der Mannschaft, die den direkten Wiederaufstieg bewerkstelligen konnte. Auch in der ersten Liga bewies er seine Torgefährlichkeit und konnte in der Spielzeit 2006 18 Saisontore erzielen. Nachdem ihm in den folgenden Spielzeiten 15 bzw. 12 Treffer gelangen, die in der Spielzeit 2008 zum erstmaligen Gewinn des Meistertitels in der Vereinsgeschichte von Stabæk Fotball beitrugen, machte er auch im südlicheren Europa auf sich aufmerksam.
Zum 1. Januar 2009 wechselte Veigar Páll in die Ligue 1 zum AS Nancy. Neun Tage später debütierte er für den Klub in der ersten französischen Liga, als er bei der 1:2-Niederlage gegen OGC Nizza in der 77. Spielminute für Moncef Zerka eingewechselt wurde. Im weiteren Verlauf der Rückrunde kam er aber nur noch zu fünf Einsätzen, in denen er kein Tor erzielen konnte. Nachdem er in der ersten Saisonhälfte der Spielzeit 2009/10 nur noch im Coupe de la Ligue für den französischen Klub aufgelaufen war, entschied er sich zum erneuten Vereinswechsel und kehrte im Januar nach Norwegen zu Stabæk Fotball zurück. Am 29. Juli 2011 unterschrieb er einen Vertrag bis 2014 bei Vålerenga Oslo.